# Melanthium
- Commons
- Wikispecies

Melanthium L. é um género botânico pertencente à família Melanthiaceae.

## Sinonímia
- Veratrum L.

## Espécies
- Melanthium glaucum
- Melanthium latifolium
- Melanthium monopetalum
- Melanthium virginianum
- Melanthium woodii
- Lista completa

## Classificação do gênero
| Sistema | Classificação                    | Referência               |
| ------- | -------------------------------- | ------------------------ |
| Linné   | Classe Hexandria, ordem Trigynia | Species plantarum (1753) |